# August Hermann Spielberg
August Hermann Spielberg (* 21. Oktober 1827 in Helbra; † 30. November 1886 in Berlin) war ein deutscher Architekt und Hochschullehrer.

## Leben
August Hermann Spielberg machte nach dem Besuch des Gymnasiums in Dresden und in Eisleben eine Ausbildung zum Feldmesser, die er 1847 mit der Feldmesser-Prüfung in Erfurt abschloss. Ein Studium an der Berliner Bauakademie von 1848 bis 1850 schloss er mit der Bauführerprüfung ab und war anschließend praktisch tätig bei August Soller, Emil Prüfer (1805–1861) und Eduard Knoblauch. Bereits 1849 trat er in den Architektenverein zu Berlin ein. Sein Studium an der Bauakademie setzte er bis zur Baumeisterprüfung im Jahr 1854 fort. Von 1854 bis 1858 folgte ein Italienaufenthalt und war danach Privatbaumeister in Berlin. Ab 1858 unterrichtete er zunächst als Hilfslehrer und Assistent, ab 1861 bis 1879 als Professor an der Bauakademie. Er lehrte vor allem im Fach Antike Baukunst, nach 1875 auch das Entwerfen farbiger Dekorationen. Vom 1. April 1879 bis zu seinem Tod  wirkte er als etatmäßiger Professor für Antike Baukunst in der Abteilung I für Architektur an der Königlich Technischen Hochschule zu Berlin, an deren Gründung er maßgeblich beteiligt war. Ab 1883 war er auch Mitglied der Königlichen Akademie des Bauwesens. 1885/86 war er Dekan der Abteilung I für Architektur der TH. Außerdem war er ab 1862 an der Königlichen Kunstschule als Lehrer tätig.

## Werke
Es gab nur wenige eigene Bauten, denn Spielberg war vorwiegend als Lehrer tätig. Ausgeführt wurden Wohnhäuser in Halle und Berlin. Nicht ausgeführt wurden seine Entwürfe für den Dom, den Reichstag und die Museumsinsel in Berlin, sowie für das Museum in Breslau.

## Ehrungen
- 1851: Großer Staatspreis der Akademie der Künste für den Entwurf zu einem Dom
- 1853: Schinkelpreis für den Entwurf zu einer Börse in Berlin
- Verleihung der goldenen Medaille für Kunst